# Hirvasjärvi (sjö i Lappland, lat 67,08, long 24,60)
Hirvasjärvi är en sjö i Finland. Den ligger i kommunen Kolari i landskapet Lappland, i den norra delen av landet, 800 km norr om huvudstaden Helsingfors. Hirvasjärvi ligger 190 meter över havet. Arean är 1,03 kvadratkilometer och strandlinjen är 5,22 kilometer lång. Sjön  ingår i Kemi älvs huvudavrinningsområde. 